# Agyas és agyatlan
Az Agyas és agyatlan (eredeti cím: Grimsby) 2016-ban bemutatott brit-amerikai kémfilm/akció-vígjáték, melyet Louis Leterrier rendezett, Sacha Baron Cohen, Phil Johnston, valamint Peter Baynham forgatókönyvéből. A főszereplők Sacha Baron Cohen, Mark Strong, Rebel Wilson, Isla Fisher, Annabelle Wallis, Gabourey Sidibe, Penélope Cruz és Ian McShane.
Az Amerikai Egyesült Államokban 2016. március 11-én mutatta be a Columbia Pictures, Magyarországon egy héttel korábban szinkronizálva, március 3-án az InterCom Zrt. forgalmazásában. Az Egyesült Királyságban február 24-étől volt látható.
A film zenéjét Erran Baron Cohen szerezte, aki Sacha Baron Cohen testvére.

## Cselekmény
Nobby és Sebastian testvérek, akiket gyerekként szétválasztott a sors. Pedig nagyon szerették egymást, minden idejüket együtt töltötték és azt akarták, hogy ez mindig is így legyen. De más nevelőszülőkhöz kerültek és onnantól nem is látták egymást. Ám sok évvel később, amikor már mind a ketten felnőtt férfiak, újra találkoznak.
Az eltelt évek alatt Nobbyból szerencsétlen flótás lett, aki állandóan a tévét nézi és a kocsmában lóg a haverokkal. Jó nagy családja lett, akiket szeret, de Sebastiant nem tudta kiverni a fejéből, fontos szerepet tölt be a szívében és arról ábrándozik, hogy egyszer majd újra találkoznak. Ezzel szemben Sebastianből jóvágású, profi kém lett, akinek az a dolga, hogy elfogja a gazfickókat. Benne már csak halványan él Nobby emléke, szinte már el is felejtette a testvérét.
De amit egykor a sors elvett, azt most visszaadja, mert a két testvér újra találkozik. De ez nem jött jól Sebastiannak, mert ő pont egy akció kellős közepén tart, és Nobby megzavarja. Ezt követően már egyikük élete sincs biztonságban, menekülniük kell. Számtalan kalandba keverednek bele, ami összekovácsolja őket, újra fellángol bennük a testvéri szeretet.

## Szereplők
| Színész           | Szerep                    | Magyar hang       |
| ----------------- | ------------------------- | ----------------- |
| Sacha Baron Cohen | Kyle Alan 'Nobby' Butcher | Nagypál Gábor     |
| Mark Strong       | Sebastian Graves          | Király Attila     |
| Isla Fisher       | Jodie Figgis              | Nemes Takách Kata |
| Penélope Cruz     | Rhonda George             | Kéri Kitty        |
| Rebel Wilson      | Dawn Grobham              | Kokas Piroska     |
| Ian McShane       | Ledford                   | Csernák János     |
| Scott Adkins      | Pavel Lukasenko           | Pál András        |
| David James       | Jordan Beder              | Jakab Csaba       |
| Claudia Adshead   | Britney                   | Győriványi Laura  |
| Sam Hazeldine     | Jeremy Chilcott           | Szatmári Attila   |

## Érdekességek
- A film költségvetése 35 millió dollár volt, a bevétele pedig csak 25 182 929 dollár.
- Rhonda George szerepére Julia Roberts is jelölt volt, de Penélope Cruz kapta meg a szerepet.
- Az Agyas és agyatlan eredeti címe Grimsby. Grimsby egy város Angliában.
- Sacha Baron Cohen és Isla Fisher negyedszer szerepelt együtt közös filmben.
- The Curse of Hendon volt a film munkacíme.[1]